# Анохин, Сергей Григорьевич
Серге́й Григо́рьевич Ано́хин — Герой Советского Союза, гвардии подполковник, командир 33-го гвардейского артиллерийского полка 14-й гвардейской стрелковой дивизии.

## Биография
Сергей Григорьевич Анохин родился в 1908 году в городе Балашове (ныне — Саратовской области).
В 1931 году окончил Камышинский сельскохозяйственный техникум и был направлен на учёбу в Сухумское артиллерийское училище. В 1938 году в качестве командира батареи 32-й стрелковой дивизии участвовал в боях на озере Хасан. В 1941 году окончил Военную академию им. М. В. Фрунзе, в 1943 году — Высшую офицерскую артиллерийскую школу.
С августа 1941 года до конца Великой Отечественной войны сражался на Центральном, Брянском, Западном, Степном, 1 и 2-м Украинском фронтах в должностях помощника начальника и начальника штаба артиллерии стрелковой дивизии, начальника штаба артиллерии стрелкового корпуса и командира артиллерийского полка. Участвовал в обороне Москвы, битве на Курской дуге, освобождении Украины, Польши и Чехословакии.
При форсировании Одера командир 33-го гвардейского артиллерийского полка 14-й гвардейской стрелковой дивизии Анохин, находясь на передовом наблюдательном пункте в районе Стопнице, управлял пристрелкой и огнём артиллерии, а при преследовании отступающего противника — организовывал перемещение артиллерии, не давая противнику возможности закрепиться на промежуточных рубежах. 22 января 1945 года при форсировании Одера Анохин лично возглавил переправу части подразделений полка и захват плацдарма в районе села Эйхенрид, после чего в течение 7 суток полк успешно отражал контратаки превосходящих сил противника.
27 июня 1945 года за отвагу, мужество и умелое командование полком при форсировании Одера, захвате и удержании плацдарма на левом берегу реки указом Президиума Верховного Совета СССР Сергею Григорьевичу Анохину было присвоено звание Героя Советского Союза.
После войны Сергей Григорьевич Анохин жил и работал во Львове. Скончался 18 мая 1982 года.

Похоронен во Львове, на Лычаковском кладбище.

## Награды и звания
- Звание Герой Советского Союза.Указ Президиума Верховного Совета СССР от 27 июня 1945 года :
  - Орден Ленина,
  - Медаль «Золотая Звезда» № 7933.
- Орден Красного Знамени.Приказ Военного совета 5 гвардейской армии № 062/н от 9 июня 1945 года.
- Орден Красного Знамени. Указ Президиума Верховного Совета СССР от 1953 года.
- Орден Отечественной войны I степени. Приказ Военного совета 5 гвардейской армии № 139/н от 11 января 1944 года.
- Орден Красной Звезды. Указ Президиума Верховного Совета СССР от 1948 года.
- Медаль «За отвагу». Указ Президиума Верховного Совета СССР от 18 ноября 1938 года.
- Медаль «За боевые заслуги».Указ Президиума Верховного Совета СССР от 3 ноября 1944 года.
- Медаль «За оборону Москвы».Указ Президиума Верховного Совета СССР от 1 мая 1944 года.
- Медаль «За победу над Германией в Великой Отечественной войне 1941—1945 гг.». Указ Президиума Верховного Совета СССР от 9 мая 1945 года.
- Медаль «За освобождение Праги». Указ Президиума Верховного Совета СССР от 9 июня 1945 года.
- Знак «Участнику Хасанских боёв»
- Медали СССР.
- Иностранные награды:
  - Орден «Чехословацкий военный крест 1939—1945 годов» (1947).
  - «Дукельская памятная медаль» (Чехословакия).
  - Медаль «За Одру, Нису и Балтику» (Польша).